# Jaundea
Jaundea is een geslacht van hooiwagens uit de familie Assamiidae.
De wetenschappelijke naam Jaundea is voor het eerst geldig gepubliceerd door Roewer in 1935. 

## Soorten
Jaundea is monotypisch en omvat slechts de volgende soort:
- Jaundea spinulata